# Krążowniki szkolne typu Katori
Krążowniki szkolne typu Katori – seria japońskich krążowników szkolnych okresu II wojny światowej, składająca się z trzech okrętów: „Katori”, „Kashima” i „Kashii”.

## Okręty
- „Katori”
- „Kashima”
- „Kashii”